# محمدمهدی فیض‌مهدوی
محمدمهدی فیض‌مهدوی (۱۲۴۹ در کرمانشاه - ۱۳۰۶ در کرمانشاه) معروف به آمدمهدی (آقامحمد مهدی)، روحانی شیعه و از هواداران جنبش مشروطه ایران در کرمانشاه بود.

## زندگی

### تبار
محمدمهدی فیض‌مهدوی در سال ۱۲۴۹ خورشیدی (۱۸۷۰ میلادی)، در کرمانشاه در خانواده‌ای روحانی از نوادگان فیض کاشانی که چند نسل قبل با هدف تبلیغ تشیع در کرمانشاه از کاشان به این شهر مهاجرت کرده‌بودند، به دنیا آمد. پدرش به نام شیخ محمدتقی فیض‌مهدوی (درگذشته به سال ۱۸۷۸ یا ۱۸۸۹)، یک فقیه بود. جد اول وی شیخ محمدمهدی فیض و جد دوم وی محمد محسن قاری نام داشت. مهاجرت این خاندان به کرمانشاه در زمان محمدمحسن قاری اتفاق افتاد. به همین ترتیب جد سوم وی در کاشان، محمدسمیع معلم، جد چهارمش محمدحسین مدرس و جد پنجمش محمدمحسن علم‌الهدی و جد اعلای وی محمد بن مرتضی ملقب به فیض کاشانی (درگذشته به سال ۱۶۸۰) همگی از روحانیان و فقیهان شیعه در کاشان بودند.
محمدمهدی فیض‌مهدوی با وجیه‌السلطنه دختر مرتضی‌قلی میرزا منصورالسلطنه نوادۀ امامقلی میرزا عمادالدوله ازدواج کرد. آن‌ها دارای چهار فرزند پسر به نام‌های محمدتقی، محسن، محمدجعفر و رضا شدند. سه فرزند اول وی هر سه تحصیلات مذهبی انجام داده و به عنوان روحانی فعالیت می‌کردند. فرزند کوچک‌تر وی به نام رضا فیض‌مهدوی نیز در دستگاه دادگستری به عنوان قاضی استخدام شد.

### تحصیلات
محمدمهدی فیض‌مهدوی در ابتدای نوجوانی در کرمانشاه وارد حوزه علمیه شد. در منابع گوناگون نامی از استادان وی در حوزه علمیه کرمانشاه برده نشده، اما با توجه به تاریخ تحصیل وی حوزه کرمانشاه، گمان می‌رود که وی شاگرد شیخ احمد بن عبدالاحد شیخ‌الاسلام کزازی (درگذشته به سال ۱۲۸۳ خ)، حبیب‌الله فرزند محمدجعفر فرزند محمدعلی (درگذشته به سال ۱۲۷۵ خ)و نیز پدرش به نام شیخ محمدتقی فرزند محمد محسن (درگذشته به سال ۱۲۶۹ خ) بوده‌باشد.
وی در سال ۱۲۷۲ خورشیدی (۱۸۹۳ میلادی) در سن ۲۴ سالگی برای ادامه تحصیلات حوزوی‌اش به نجف در عثمانی رفت. در آنجا وی شاگرد میرزا حسین خلیلی تهرانی (درگذشته به سال ۱۲۸۶ خ)، سید محمد کاظم طباطبایی یزدی (درگذشته به سال ۱۲۹۷ خ)، میرزا فتح‌الله، مشهور به شیخ الشریعه اصفهانی (درگذشته به سال ۱۲۹۹ خ) و محمد کاظم خراسانی (درگذشته به سال ۱۲۸۹ خ) بوده‌است.

## کتابخانه فیض‌مهدوی
محمد مهدی فیض‌مهدوی در کرمانشاه یک کتابخانه تأسیس کرد. وی در سفر حج، تعداد زیادی کتاب چاپ شده در کشورهای عربی را خریده و با خود به کرمانشاه آورد. جعفر فیض‌مهدوی پسر وی نیز بر تعداد کتاب‌ها افزود. این کتابخانه با مرگ جعفر فیض‌مهدوی در سال ۱۳۲۶ خورشیدی به تهران انتقال داده‌شد. از جمله کتاب‌های شاخص این کتابخانه، قرآنی دست‌نویس به خط میرزا احمد تبریزی و نیز نسخه‌های متعدد خطی از شاعران کرمانشاه و دیگر شهرها بوده‌است.

## محمدمهدی فیض مهدوی و مشروطیت
محمدمهدی فیض‌مهدوی از طرفداران مشروطیت در کرمانشاه بود و می‌کوشید تا با راهنمایی و هدایت مشروطه‌خواهان، از جریان‌های مشروطه‌خواه در کرمانشاه حمایت کند. وی به‌طور مشخص از دو انجمن اصناف و غیرت در کرمانشاه که در راستای برقراری مشروطه تلاش می‌کردند حمایت می‌کرد. وی همچنین در جریان مقاومت ۱۳ ماهه تبریز در برابر استبداد، از ستارخان و باقرخان پشتیبانی می‌کرد و یارمحمدخان کرمانشاهی را نیز به رفتن به تبریز برای یاری دادن به مقاومت تشویق کرد.
غلامرضا کیوان سمیعی در کتاب زندگانی حیدرقلی سردار کابلی می‌نویسد:
«مرحوم حاج آقا محمد مهدی در هنگام قیام مشروطیت در کرمانشاه از ارکان مهم آن نهضت به‌شمار می‌رفته و در این کار، گرفتاری‌ها و سختی‌های بسیاری را تحمل کرد.»
محمدمهدی فیض‌مهدوی در جریان تحصن مشروطه‌خواهان در کنسولگری انگلستان در کرمانشاه، نقش زیادی داشت. تا آنجا که ملک‌زاده از وی به عنوان رهبر حزب میلیون و رهبر مشروطه‌خواهان نام می‌برد و می‌نویسد:

چون مستبدین از کمک ایلات بهره‌مند بودند به طرف قنسولخانه که مشروطه‌خواهان در آن متحصن بودند هجوم بردند و تیراندازی کردند، ولی جرأت نکردند وارد قنسولخانه شوند و متحصنین را به قتل برسانند. آقا محمدمهدی که رئیس حزب میلیون بود، با دوهزار نفر در قنسولخانه انگلیس متحصن بود و محمدعلی شاه تسلیم او را از سفارت انگلیس تقاضا کرد، ولی سفارت نپذیرفت.

محمدمهدی فیض‌مهدوی همچنین به سبب موضع‌گیری‌ها و فعلیت‌هایش در حمایت از مشروطه، مورد تهدید قرار گرفت و حتی یک بار گروهی از مخالفان مشروطه برای آتش زدن خانه و کشتن وی اجیر شدند. اما یارمحمدخان کرمانشاهی با سنگرگیری بر روی پشت بام خانه فیض‌مهدوی، سرکرده مهاجمین به نام «محمدعلی بیل باز» را هدف قرار داد و کشت و سبب فرار کردن بقیه مهاجمان شد.

## مرگ
محمد مهدی فیض مهدوی در تاریخ ۳ جمادی‌الثانی ۱۳۴۶ هجری قمری (برابر با ۶ آذر ۱۳۰۶ هجری خورشیدی و ۲۸ نوامبر ۱۹۲۷) در کرمانشاه درگذشت. جسد وی به شهر قم منتقل و در قبرستان شیخان در کنار قبر میرزای قمی به خاک سپرده‌شد.